# 汤米·马瑟
汤米·马瑟（英語：Tommy Mather，1908年8月15日—1982年2月2日），英国男子跳水运动员。他曾代表英格兰参加1934年大英帝国运动会跳水比赛，获得一枚金牌。他也曾参加1928年夏季奥林匹克运动会。